# باتريسيو لونش
باتريسيو لونش (بالإسبانية: Patricio Lynch)‏ هو دبلوماسي أرجنتيني، ولد في 1 ديسمبر 1824 في سانتياغو في تشيلي، وتوفي في 13 مايو 1886 في مياه دولية.